# Heksene fra Warren Manor
 Denne artikel bør gennemlæses af en person med fagkendskab for at sikre den faglige korrekthed.

Heksene fra Warren Manor (Originaltitel: Charmed) er en amerikansk TV-serie bestående af drama, romantik, komedie, og action.
Serien handler om tre heksesøstre ved navn Prue, Piper og Phoebe. Søstrene finder ud af, de har overnaturlige kræfter, da Phoebe kommer hjem fra New York og finder heksebogen "The Book Of Shadows". Tilsammen har de tre søstre en stor og meget magtfuld kraft ved navn "The Power Of Three".  Søstrene mister mange de elsker og kæmper med deres sorg. Moderen, Patricia Halliwell, har også overnaturlige evner, men faderen, Victor Bennett, er et almindeligt menneske. Desuden er der halvsøsteren, Paige. Søstrene bor i San Francisco i et hus, de har arvet fra deres bedstemor. På husets loft ligger en heksebog, "The Book Of Shadows", som alle generationer af Warren hekse har skrevet i. Søstrene får meget hjælp fra bogen til udslættelser, brygge og meget andet. Serien er produceret af Aaron Spelling, og er skrevet af Constance M. Burge, der selv har to søstre. Den yngste tv-søster, Phoebe, er baseret på Constance. Serien havde amerikansk premiere den 7. oktober 1998 og stoppede den 21. maj 2006 efter 8 år og 8 sæsoner. 

## Hovedroller

### Prudence Halliwell
Prudence (født 28. oktober, 1970), med kælenavnet "Prue", er den ældste af søstrene og er derfor den stærkeste. Hun har evnerne Telekinese og Astral Projektion. Telekinese bygger på tankens kraft, og den betyder, at hun kan bevæge ting, uden at hun rører dem. Det er vreden, der tænder evnen. I starten skulle Prue flytte sine øjne for at flytte ting, men senere kan hun bruge fingrene. Astral Projektion betyder at Prue kan være på to steder på samme tid. Det er den situation, at nogle har brug for hende det ene sted, mens andre har samme behov et andet sted, der tænder evnen. Prue får efterhånden evne til at kontrollere sine kræfter. Hun har altid været lederen i forskellige situationer og er meget beskyttende i forhold til sine to yngre søstre, Piper og Phoebe. Hun har brugt hele sin barndom på at tage sig af Piper og Phoebe efter deres mors død i 1978. Selv om hendes selvtillid nogle gange godt kunne tage overhånd, når hun skulle tage sig af nogle ting, lod hun aldrig sit personlige liv have indflydelse på sit arbejde som først at arbejde på et buckland auktion house og senere som fotograf. Den 21. maj 2001 ofrede Prue sit eget liv i et forsøg på at redde en uskyldig, og Piper fra døden. Hun blev dræbt af dæmonen Shax, der er lejemorder, og Kildens højre hånd. 
Prudence Halliwell spilles af Shannen Doherty.

### Piper Halliwell
Piper Halliwell (født 7. august, 1973) er den næstældste og derfor den næst stærkeste. Hun var den mellemste søster indtil Prues død. Hun var den, der var mest bekymret med hensyn til det at have et normalt liv og samtidig være heks. Hun arbejdede på restauranten "Quake" indtil hun åber "P3" en klub hun køber ved hjælp af sine søstre fordi de tager et lån i huset. Hun blev gift med Leo Wyatt i 2001, i en kamp ser Piper en dag sin fremtidige datter, men får senere at vide, at hun sikkert ikke kan få børn, for at de kampe mod dæmoner er så voldelige. Hun bliver dog senere gravid, og alle tror, at det er en pige. Dog de fik sønnen Wyatt Matthew Halliwell den 2. februar 2003 Wyatt blev den mægtigste af alle hekse i hele verden som førstefødte af de "fortryllede" han har evnerne orbing, shield og mange andre stærke kræfter. selv da Wyatt er et foster besidder han store kræfter og gør Piper uovervindelig. Deres ægteskab blev ødelagt, da Leo blev en "ældre". det knuste Pipers hjerte at han forlod hende og Wyatt for at blive en "ældre" og at han tog hendes følelser fra hende. han blev fanget af valkyrierne og kunne ikke give dem tilbage. og på grund af det blev Piper forvandlet til en valkyrie. men senere blev de genforenet og levede lykkeligt. De fik en søn mere i 2004: Christopher Perry Halliwell. I 2007, får de den lille pige, Melinda, men hun er den eneste af de tre børn af Pipers der ikke har ledsager evner, da Leo, bliver menneske. Melinda er det tredje og sidste barn – og eneste datter af Piper og Leo. Piper har evnerne Molecular immobilization og Molecular Combustion. Molecular immobilization betyder, at Piper kan standse tiden. Molecular Combustion betyder, at Piper kan gøre molekyler så hurtige de eksplodere. Hun bruger hænderne til at styre begge kræfter, og hun bliver meget god til at kontrollere sine evner. I det sidste afsnit af Heksene fra Warren Manor ser vi Piper give Wyatt, Chris og Melinda deres madpakker, og vi ser dem alle løbe ud af døren på vej til skole. 
Piper Halliwell spilles af Holly Marie Combs

### Leo Wyatt
Leo er Pipers mand, som optræder i serien efter et par afsnit. Leo er til at begynde med søstrenes altmuligmand men er deres ledsager i skjul. Både Piper og Phoebe er lun på ham i det første afsnit, de ser ham. Piper bliver overrasket, da hun finder ud af, at Phoebe har lagt an på Leo. Leo var først menneske (læge), så døde han og blev en ledsager, senere Ældre og til sidst Avatar. Hans kræfter som Whitelighter var Orbing, Healing, Sensing og kraften "begrænset telepatisk kominikation med protég" (dem han hjalp). Da han blev ældre blev hans Whitelighter kræfter stærkere, og han fik yderligere kræfter. Han fik usynlighedskraft, og han kunne lave dødelige lyn. Som Avatar havde han kræfterne til at standse tiden og til at rejse i tiden, teleportere sig og ændre verden, og at kunne skifte rundt på hinandens og andres kræfter. Som Avatar var Leo meget stærk, fordi han havde Whitelighter kræfter, sammenlagt med ældrekræfter og Avatar kræfter. Leo bliver menneske igen, da de ældre prøver at snyde Leo. Han opdager det heldigvis i tide og lader næsten sig selv slå ihjel, men derved bliver han menneske igen, og derfor har Leos og pipers sidste barn "melinda prudence halliwel" kun hekse kræfter efter sin mor
Leo Wyatt spilles af Brian Krause

### Phoebe Halliwell
Phoebe (født 2. november, 1975) er den næstyngste af søstrene. Hun var oprindelig babyen i familien, før halvlillesøster Paige blev fundet. Hun kan få varsler, levitere og hun er empat. At hun kan få varsler betyder, at Phoebe kan se ind i fremtiden og fortiden.  At hun kan svæve betyder, at Phoebe kan flyve i gennem luften. At hun er en empat betyder, at Phoebe kan føle, hvad andre føler, og dernæst kanalisere deres evner og bruger dem mod personen. Phoebe bliver bedre og bedre til at kontrollere sine evner. på et tidspunkt bliver phoebe frataget sine aktive evner pågrund af personlig vinding og bliver sårbar. Hendes længste forhold var med advokaten og eksmanden Cole Turner, som i virkeligheden viser sig at være dæmonen Belthazor i menneskeskikkelse og er kendt som kildens venstre hånd. han skifter dog hele tiden side fra ondt til godt og godt til ondt. Phoebe møder Amor 'Coop', hvem hun tror er sendt ned for at hjælpe hende med at finde kærligheden, men finder senere ud af at 'De Ældre' har sendt ham ned som hendes kærlighed. Mens hun bare tror han skal lege Kirsten Giftekniv, drømmer hun at hun en dag får en smuk datter. Der sætter hendes moderinstinkt virkelig ind, og mange gange i serie, frygter hun at hun aldrig får den datter. Hun bliver gift med Coop, de bliver viet af skæbnens engel, som vi ser i den allersidste episode. Man ser at den smukke datter var hendes og Coops, og at hun har fået 2 andre smukke døtre forinden. Og i fremtiden arbejder hun stadigvæk på Bay Mirror.. bare som 
"SPØRG PHOEBE, PHOEBE FINDER KÆRLIGHEDEN", fordi at hun selv har fundet hendes.
Phoebe Halliwell spilles af Alyssa Milano.

### Paige Matthews
Paige (født.2. august, 1977) er den yngste, og det betyder også, at hun var mindst magtfuld. Paige er søstrenes halvsøster, og hendes far, Samuel Wilder, er ledsager. Paige har kræfterne Telekinesisk orbing, Sensing, Healing og Glamouring. Telekinesisk orbing er en blanding af Telekineses og Orbing. Det betyder, at Paige kan nævne en ting og med hånden række ud efter det, hvor hun vil have, tingen skal være. Orbing betyder, at Paige kan orbe sig i få sekunder. Sensing betyder, at Paige kan føle noget, hvis der er noget galt. Healing betyder, at Paige kan helbrede sorg, heale, når folk er sårede. Glamourning betyder, at Paige kan skifte udseende til hvem, hun vil. på et tidspunkt bliver paige endda inspektør på magiskolen. Paige møder tilsynsværgen Henry Mitchell, da de er forlovede er Paige meget i mod "f-ordet"(fiancee=forlovede). I 2006 bliver de så gift, men Paige beholder sit efternavn, de får et sæt tvillinger, og en søn, der hedder Henry Jr. Vi ser dem i det sidste afsnit af Heksene fra Warren Manor.
Paige Matthews spilles af Rose McGowan

## Gennemgående roller
- Penelope "Penny" Halliwell (Bedste) – (Jennifer Rhodes)
- Patricia "Patty" Halliwell (Mor)- (Finola Hughes)
- Victor Bennett (far) – (James Read)
- Samuel "Sam" Wilder(Paiges far) – (Scott Jaeck)
- Wyatt Matthew Halliwell – (Jason og Kristopher Simmons/Wes Ramsey )
- Chris Halliwell (Drew Fuller/Finley Arthur Donoho)
- Darryl Morris (gregory)
- Andy Trudeau

## Cole Turner
Cole spilles af Julian McMahon. Cole blev født i år 1885 i Californien af dæmonen Elizabeth Turner. Hans far var Benjamin Colerige Turner, som var liebhaver. Elizabeth dræbte sin mand da Cole var cirka 3 år og hun tog ham væk fra jorden, så hans opvækst foregik i underverdenen. Cole voksede op og var nedvurderende om sin menneskelige svaghed. Han blev en kendt dæmon (for at dræbe) under navnet Belthazor. 
Cole blev medlem af broderskabet Torn (Tjørn), som arbejdede under Kilden af alt ondt. Han opbyggede et omdømme som en morder, som ville dræbe alle hekse med en athame. 
Cole blev sendt af Triaden til jorden for at komme tæt på og vinde Halliwell søstrenes tillid og derefter dræbe dem.

### Agenten fra Triaden
Cole møder først søstrene i sæson 3, hvor han er forklædt som en advokat, og han skulle efterforske på angrebet af søstrenes nære ven Darryl Morris. Fordi søstrene var vidner til angrebet, ringer Cole til søstrene, for at få dem til at være vidner ved Darryls retssag. Vi finder ud af at Cole er dæmon, da Piper fryser ham og han er immun over for det. Han glitrer (transporterer) sig hen til dæmondommeren, som har anvist mennesker til kriminalitet. 
Efter et par måneder føler Cole sig meget tæt på Phoebe og de begynder at gå ud sammen. Efter nogle forsøg på at myrde Phoebe og hendes søstre, begynder han med at beskytte dem, på grund af sine følelser for Phoebe.

## Jason Dean
Jason Spilles af Eric Dane. Han var den nye chef af 'The Bay Mirror', nyhedsavisen som Phoebe skriver for. Phoebe var kæreste med ham i 1 år. Jason var meget karriere orienteret, og Phoebe rejste næsten hele verden rundt med ham, og boede med ham i Hong Kong i et stykke tid. Phoebe havde for travlt med at afsløre sin magiske verden for ham, men da han fandt ud at hun var en heks, slog han op med hende.
Jason har en hund. Ifølge Phoebe har hunden Jasons øjne. Hun siger det da hun første gang møder ham, og han har sagt at hendes nyfødte nevø har hendes øjne.

## Drake Dèmon
Drake spilles af Billy Zane i 3 afsnit gennem sæson 7. Drake var en Merkur dæmon, som aldrig havde dræbt en uskyldig, fordi han lærte at kende til menneskers føleser.
Cole Turnes (læs om ham oven over) spøgelse ville fortælle ham om hvor han kunne finde en god troldmand, som kunne gøre ham menneske i et helt år, hvis han ville genskabe Phoebes tillid til kærligheden, inden hans år var omme, ellers ville han dø. Det tog han så imod og gjorde hvad Cole bad ham om. Hans kræfter ville han stadig have i det år som menneske, men hvis han brugte dem for at gøre noget ondt ville den gode troldmand tage dem fra ham igen. Inden han døde genskabte han Phoebes tillid til kærligheden og hun blev forelsket i ham.

## Leslie St. Claire
Leslie spilles af Nick Lachey i 6 afsnit gennem sæson 8. Før Leslie blev født troede hans forældre, at han var en pige og de navngav ham Leslie, men da han blev født indså de, at det var en dreng, men de ændrede ikke navnet.

## Coop (Amor)
Coop er en Amor. Coop spilles af Victor Wester i 7 asnit gennem sæson 8. Amor er en race i det magiske folk som er forbundet til kærlighed. Coop var sendt af De Ældre, så han kunne hjælpe Phoebe med hendes kærlighedsliv. Han har givet hende råd om kærlighed og han har rejst med hende tilbage i tiden, så hun kunne se sine fortidige elskere (de overstående personer) som har hjulpet hende med at elske igen. 
Efter et stykke tid begynder Coop og Phoebe at forelske sig i hinanden. Men kærlighed mellem en Amor og en heks er strengt forbudt ligesom den mellem skytsengle og hekse – ingen kærlighed, ingen børn. I et af de sidste afsnit af serien afslører Phoebe sine føleser for Coop. 
I det sidste afsnit af serien kommer fremtidige Wyatt til at råbe: "Onkel Coop!" da han ser ham, som betyder at Coop og Phoebe er gift i fremtiden. Fremtidige Chris går straks over til Wyatt og får ham til at holde mund, siden han havde afsløret den ukendte fremtid. Phoebe bliver chokeret, fordi hun tænker på reglen: "Kærlighed er forbudt mellem en heks og en amor." Efter at han har prøvet at berolige Phoebe, som ikke hjælper noget, bliver hun angrebet af dæmonen Dumain, som er Billie & Christys fantasiven, som vil have hans ring, så han kan rejse tilbage i tiden.

## The Book Of Shadows
Book Of Shadows er en bog, alle hekse i Warren slægten har skrevet i. Det er en hekse bog med fakta om dæmoner's f.eks.. kræfter, svaghed og mange flere ting. Der er trylleformularer om, hvordan man laver trylledrikke, og hvad de kan bruges til. Der er fakta om onde dæmoner, gode hekse, troldmænd og alle de magiske væsner. Der står overordnet om selve magien og de overnaturlige evner. Søstrenes kræfter er bundet til bogen. Hvis søstrene skændes og bruger deres evner mod hinanden skilles symbolet, som kaldes en triquetra (det er en cirkel og tre slags andre cirkler på hver side) og deres kræfter virker ikke mere. Bogen beskytter sig selv mod det onde. Siden bogen er bundet til søstrenes kræfter og kræfterne er bundet til hver søster, kan en ond dæmon eller troldmand godt tage bogen, hvis de får søstrene til at føle sig skyldige. Bogen hedder på dansk Skyggernes Bog, og bogens modstykke er The Grimoire som har den samme kraft, som The Book Of Shadows har til at beskytte sig selv mod sine fjender, som for denne bog er det gode.

## Dvd
| Lande                   | Sæson & dato                  | Sæson & dato      | Sæson & dato       | Sæson & dato      | Sæson & dato     | Sæson & dato     | Sæson & dato       | Sæson & dato             |
| Lande                   | 1                             | 2                 | 3                  | 4                 | 5                | 6                | 7                  | 8                        |
| ----------------------- | ----------------------------- | ----------------- | ------------------ | ----------------- | ---------------- | ---------------- | ------------------ | ------------------------ |
| U.S.A./ Canada          | 1. februar 2005               | 6. september 2005 | 15. november 2005  | 28. februar 2006  | 6. juni 2006     | 17. oktober 2006 | 6. februar 2007    | 11. september 2007       |
| Storbritannien          | 6. juni 2005                  | 1. august 2005    | 3. oktober 2005    | 21. november 2005 | 6. marts 2006    | 3. april 2006    | 5. juni 2006       | 5. marts 2007            |
| Australien              | 18. maj 2005                  | 21. maj 2005      | 6. september 2005  | 3. november 2005  | 16. februar 2006 | 6. april 2006    | 6. juni 2006       | 13. februar 2007         |
| New Zealand             | 23. juni 2005                 | 24. august 2005   | 22. september 2005 | 17. november 2005 | 23. marts 2006   | 16. maj 2006     | 22. juni 2006      | 22. februar 2007         |
| Tyskland                | 12. maj 2005                  | 7. juli 2005      | 1. september 2005  | 10. november 2005 | 6. februar 2006  | 16. april 2006   | 27. juli 2006      | 1. februar 2007          |
| Frankrig                | 21. april 2005                | 16. juni 2005     | 8. september 2005  | 4. november 2005  | 2. februar 2006  | 6. april 2006    | 6. juli 2006       | 15. februar 2007         |
| Italien                 | 20. april 2005                | 15. juni 2005     | 14. september 2005 | 1. december 2005  | 15. februar 2006 | 12. april 2006   | 20. september 2006 | 21. februar 2007         |
| Norge/ Sverige/ Danmark | 27. april 2005                | 31. august 2005   | 26. oktober 2005   | 11. januar 2006   | 22. marts 2006   | 25. maj 2006     | 5. juli 2006       | 20. marts 2007 (Danmark) |
| Holland                 | 4. april 2005/ 22. april 2005 | 16. juni 2005     | 22. september 2005 | 24. november 2005 | 23. februar 2006 | 20. april 2006   | 22. juni 2006      | 15. februar 2007         |
| Spanien                 | 18. maj 2005                  | 29. juni 2005     | 28. september 2005 | 17. november 2005 | 22. februar 2006 | 19. april 2006   | 26. juli 2006      | 14. februar 2007         |

## Episode Guide
- Heksene fra Warren Manor-episoder